# Заксенхаузен (концентрационный лагерь)
Заксенха́узен (нем. KZ Sachsenhausen) — нацистский концентрационный лагерь, расположенный в городе Ораниенбург в Германии. Освобождён Красной армией 22 апреля 1945 года, после чего до 1950 года был «Спецлагерем № 7» НКВД/МГБ СССР.

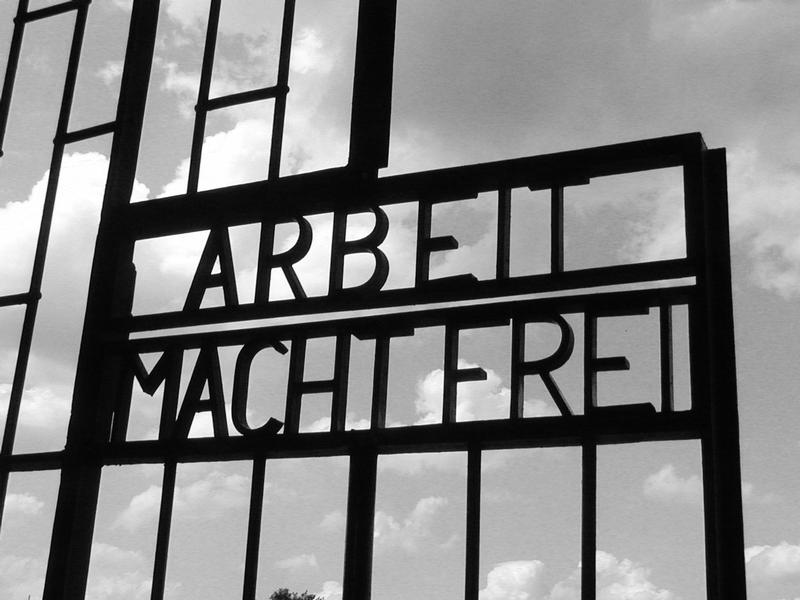
Вывеска над воротами лагеря. Фраза стала нарицательной

## История

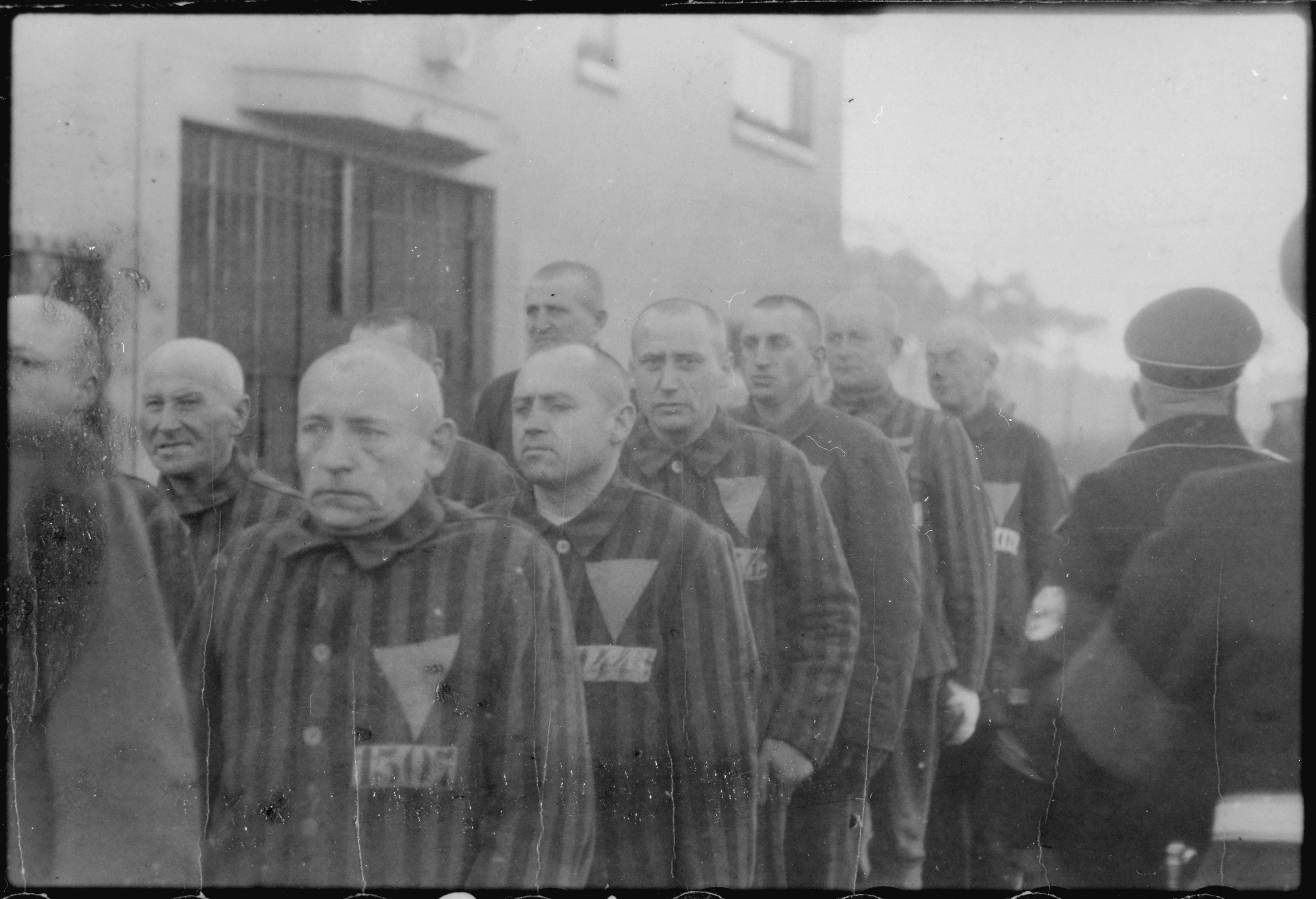
Группа заключённых концлагеря Заксенхаузен, 1938

Лагерь Заксенхаузен был создан в июле 1936 года. Число узников в разные годы доходило до 60 000 человек. На территории лагеря различным образом погибло свыше 100 000 человек.
Здесь проходили подготовку и переподготовку «кадры» для уже созданных и вновь создававшихся лагерей. Со 2 августа 1936 года около лагеря располагалась штаб-квартира «Инспекции концентрационных лагерей», в марте 1942 года вошедшая в состав Управленческой группы «D» (концентрационные лагеря) Главного административно-хозяйственного управления СС.
В лагере существовал подпольный комитет сопротивления, руководивший разветвлённой, хорошо законспирированной лагерной организацией, которую гестапо раскрыть не удалось. Руководителем подполья был генерал Александр Семёнович Зотов (см. ниже воспоминания узников «Незримый фронт»).
21 апреля 1945 года, в соответствии с отданным приказом, начался марш смерти. Предполагалось свыше 30 тысяч узников колоннами по 500 человек перебросить на берег Балтийского моря, погрузить на баржи, вывезти в открытое море и затопить. Отстававших и обессилевших на марше расстреливали. Так, в лесу у Белова в Мекленбурге было расстреляно несколько сотен узников. Задуманное массовое уничтожение узников, однако, осуществить не удалось — в первых числах мая 1945 года советские войска освободили их на марше.
Согласно воспоминаниям Г. Н. Ван дер Бела, заключённого концлагеря Заксенхаузен под номером 38190:
Ночью 20 апреля 26 000 заключённых вышли из Заксенхаузена — так начался этот марш. Прежде чем покинуть лагерь, мы спасли больных братьев из лазарета. Мы достали повозку, на которой их повезли. Всего нас было 230 человек из шести стран. Среди больных был брат Артур Винклер, который много сделал для расширения дела Царства в Нидерландах. Мы, Свидетели, шли позади всех и постоянно ободряли друг друга не останавливаться.
[…]
Хотя около половины узников, которые участвовали в марше смерти, либо умерли, либо были убиты по пути, все Свидетели остались в живых.

Согласно воспоминаниям Н. Е. Бойко, заключённого концлагеря Заксенхаузен:

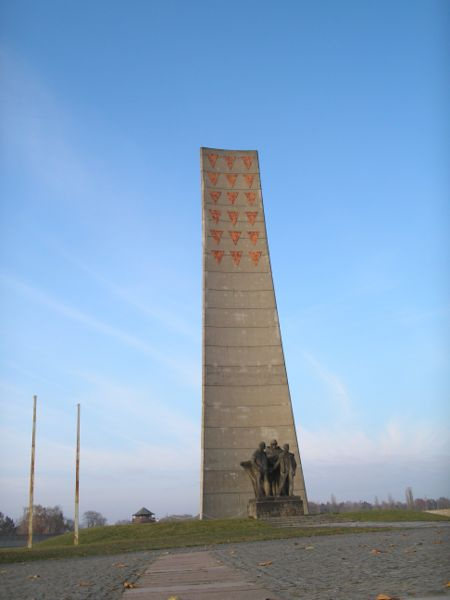
Памятник советским воинам-освободителям

Как я ни старался удержаться на ногах, всё же рухнул. Мешок упал рядом, лопнул, цемент рассыпался. Конвоир, увидев такую картину, подскочил ко мне с автоматом, на конце которого был штык. Он пронзил бы меня насквозь, если бы я, собрав последние силы, не увернулся. Штыком он всё же достал меня и проткнул мне ногу выше колена. Сгоряча я побежал. Немец вскинул автомат. Пленные закричали в голос, и он не спустил курок. И только тут я ощутил, что по ноге стекает кровь… 

22 апреля 1945 года передовые части Красной армии вошли в сам лагерь, где на тот момент оставалось около 3000 узников.

## Карта концлагеря

Карта концлагеря Заксенхаузен

### Общий план
Лагерь представлял собой большой треугольник, опоясанный забором из сетки и колючей проволоки. На воротах имелась циничная надпись: «Arbeit macht frei» («Труд освобождает»). Всего в лагере имелось девятнадцать башен, с каждой из которых простреливался определённый сектор лагеря.

### Башня «A»
В башне «А» находились комендатура и КПП лагеря, а также распределительный пульт управления током, который подавался на внешний забор.

### Аппельплац
Плац, на котором 3 раза в день проводились переклички, также являлся местом публичных казней — на нём находилась виселица. В случае, если был зафиксирован побег, остальные заключённые должны были стоять на плацу до момента, пока сбежавший не будет схвачен. Пойманных беглецов, как правило, казнили здесь же.

### Трасса для испытания обуви

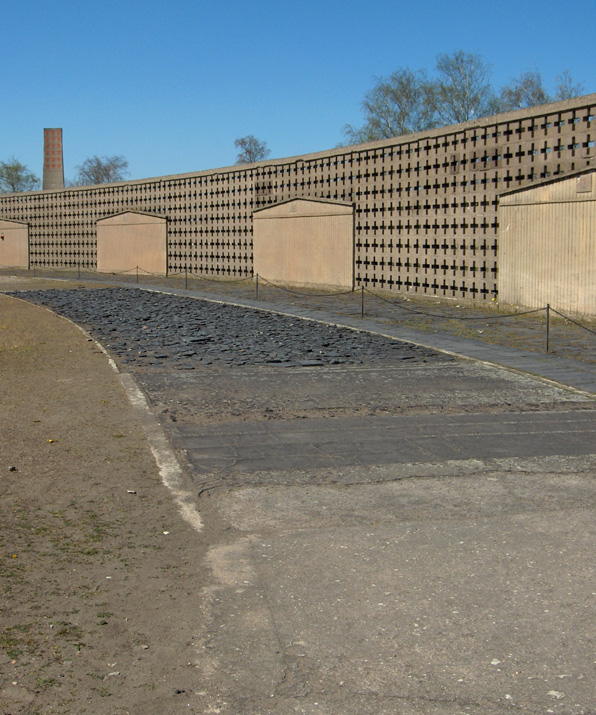
Трасса для испытания обуви

Комплекс, состоящий из девяти трасс с различными покрытиями, которые были расположены вокруг плаца и по замыслу нацистов были необходимы для «испытания обуви» (под этим термином подразумевалось разнашивание узниками новых офицерских хромовых сапог для будущих владельцев — немецких офицеров). Узники, приговорённые к этому истязанию, должны были в различном темпе каждый день преодолевать дистанции до сорока километров. В 1944 году гестаповцы усложнили данное испытание, вынуждая узников преодолевать дистанцию в обуви меньших размеров и неся на себе мешки весом в десять, а зачастую и 20—25 килограммов. Заключённые приговаривались к подобной проверке качества обуви на сроки от одного месяца до года. За особо тяжкие преступления назначалось бессрочное наказание (тяжкими преступлениями считались: побег, повторные попытки побега, вторжение в другой барак, саботаж, распространение сообщений иностранных передатчиков, подстрекательство к саботажу, педофилия (ст. 176), совращение или принуждение к гомосексуальным контактам гетеросексуальных мужчин основного лагеря, гомосексуальная проституция и совершаемые по взаимному согласию гомосексуальные действия гетеросексуальных мужчин. Также, бессрочное наказание ожидало прибывших в Заксенхаузен гомосексуалов (статьи 175 и 175а).
Заключённые выдерживали не больше 1 месяца, так как ноги опухали и были стёрты до крови.

### Станция «Z»
Станция «Z» — здание за территорией лагеря, в котором производились массовые убийства. В нём находились специальное устройство для произведения выстрелов в затылок и крематорий с четырьмя печами, а в 1943 году была пристроена газовая камера. Иногда транспортные средства с людьми отправлялись напрямую в это здание, минуя регистрацию в лагере, в связи с чем невозможно установить точное число убитых здесь людей.

### «Тир»
Место, предназначавшееся для упражнений в стрельбе по живым людям. Так называемый «тир» со стрельбищным валом, моргом и так называемой виселицей, которая представляла собой механизм с ящиком, в который вставляли ноги узника, и петлёй для его головы. Жертву растягивали, после чего упражнялись в стрельбе по ней.

### Больничный барак
На территории Заксенхаузена существовал больничный барак, где проводились медицинские эксперименты над людьми. Лагерь снабжал медицинские учебные заведения Германии анатомическими демонстрационными объектами.

### Тюремное здание («Целленбау»)
Лагерная (и гестапо) тюрьма Целленбау (нем. Zellenbau) была построена в 1936 году и имела Т-образную форму. В восьмидесяти одиночных камерах содержались особые заключённые. Среди них были первый командир Армии крайовой генерал Стефан Грот-Ровецкий, расстрелянный здесь же после начала Варшавского восстания, некоторые руководители украинского националистического движения, такие как Степан Бандера, Тарас Бульба-Боровец, часть из которых была выпущена немцами на свободу в конце 1944 года, и автор неудачного покушения на Гитлера Георг Эльзнер. Заключённым этой тюрьмы был также пастор Нимёллер. В ней содержались и другие лица духовного сана (всего около 600 человек), государственные и видные политические деятели, высшие военные чины, а также деятели рабочего движения из Польши, Франции, Нидерландов, Венгрии, СССР, Чехословакии, Люксембурга и Германии. В настоящее время от здания тюрьмы осталось лишь одно крыло, в пяти камерах которого находится постоянная выставка документов времён национал-социализма, рассказывающая о функционировании тюрьмы. В некоторых других камерах (генерала Грот-Ровецкого) установлены мемориальные доски узникам лагеря.

## Группы заключённых
По имеющейся информации, в лагере среди прочих содержались гомосексуалы. В период с начала существования концлагеря до 1943 года в лагере погибли 600 носителей розового винкеля. С 1943 года они работали в основном в лагерном госпитале в качестве докторов или сиделок. После Второй мировой войны большинству выживших узников-гомосексуалов не удалось получить компенсации от немецкого правительства.

## Известные заключённые
- Джугашвили, Яков Иосифович
- Бандера, Степан Андреевич
- Олег Ольжич
- Девятаев, Михаил Петрович
- Курт Шушниг

## Спецлагерь НКВД

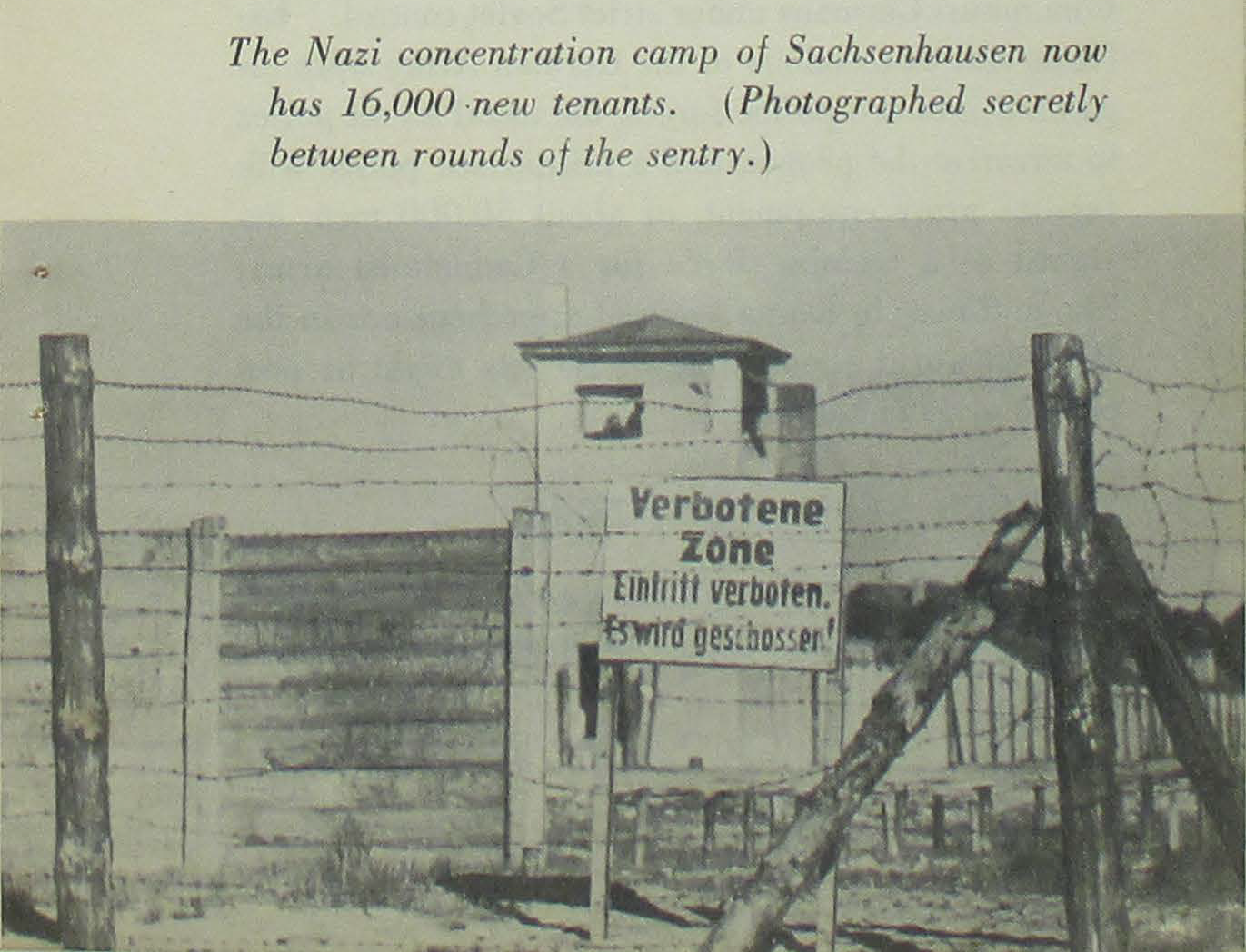
Заксенхаузен при советской власти. Подпись к фотографии: «Ныне вмещает 16 тысяч узников»

В августе 1945 года здесь был создан «Спецлагерь № 7» НКВД.
Большинство заключённых лагеря составляли функционеры НСДАП. Также в лагере содержались политзаключенные, бывшие советские военнопленные, которые ждали возвращения в Советский Союз, немецкие военнопленные и 6 тысяч немецких офицеров переведенных сюда из лагерей западных Союзников.
Комендантом спецлагеря был прокурор УССР и главный обвинитель от СССР на Нюрнбергском процессе Роман Руденко.
Всего через лагерь прошло 60 тысяч человек, из которых как минимум 12 тысяч погибли там из-за плохих условий содержания, пыток, голода, психологического и физического истощение. Лагерь был закрыт весной 1950 года.

## Заксенхаузен сегодня

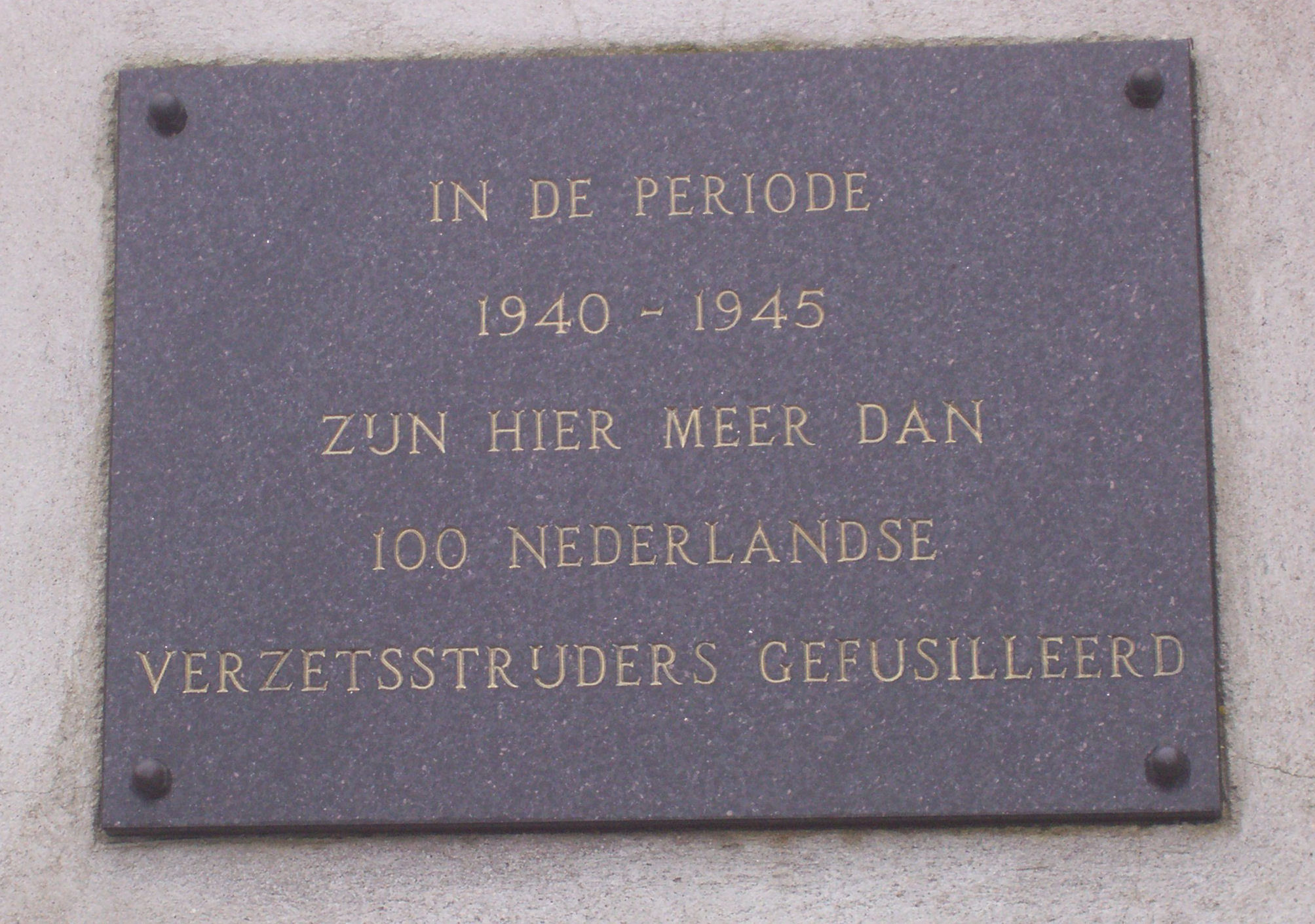
Мемориальная доска в честь более 100 бойцов Нидерландского сопротивления, казнённых в Заксенхаузене

В 1956 году правительство ГДР учредило на территории лагеря национальный мемориал, который был торжественно открыт 23 апреля 1961 года. Планировалось демонтировать большую часть первоначальных зданий и установить обелиск, статую и место для встреч в соответствии с точкой зрения тогдашнего правительства. Роль политического сопротивления чрезмерно подчёркивалась и выделялась по сравнению с другими группами.
В настоящее время территория Заксенхаузена открыта для посещения в качестве музея и мемориала. Несколько зданий и сооружений сохранились или были реконструированы: сторожевые вышки, ворота концлагеря, печи крематория и лагерные бараки (на еврейской части).

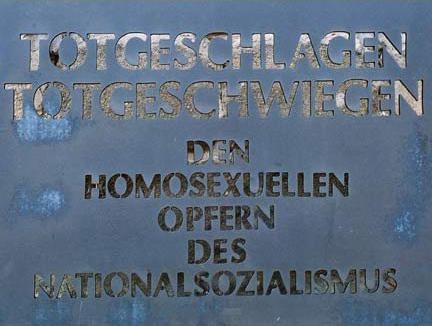
Мемориальная доска «Убитым и замученным гомосексуальным жертвам национал-социализма»

В 1992 году была открыта мемориальная доска в память о погибших в концлагере гомосексуалах. В 1998 году в музее открылась экспозиция, посвящённая свидетелям Иеговы — заключённым концлагеря. В августе 2001 года открылась экспозиция, посвящённая спецлагерю НКВД.
В 2011 году прошло памятное мероприятие по случаю трагической даты: 70-летия расстрела 13 тысяч советских военнопленных.
19 апреля 2015 года в германском городе Ораниенбург (федеральная земля Бранденбург) прошли траурные мероприятия по случаю 70-летия освобождения бывшего нацистского концлагеря.
Фондом Александра Печерского запущен специальный сайт, где будут собираться сведения обо всех актах лагерного сопротивления и обо всех известных участниках лагерных подпольных комитетов, выживших и погибших. Текстовые материалы будут сопровождаться фотодокументами, в том числе публикуемыми впервые.
23 апреля 2020 года Музей Победы и Фонд Александра Печерского провели онлайн-мероприятие «Освободители. К 75-летию освобождения к/л Заксенхаузен частями РККА». Церемония стала частью совместного проекта «Непокорённые», которые призван увековечить память участников сопротивления в нацистских концлагерях.

## Процессы над военными преступниками

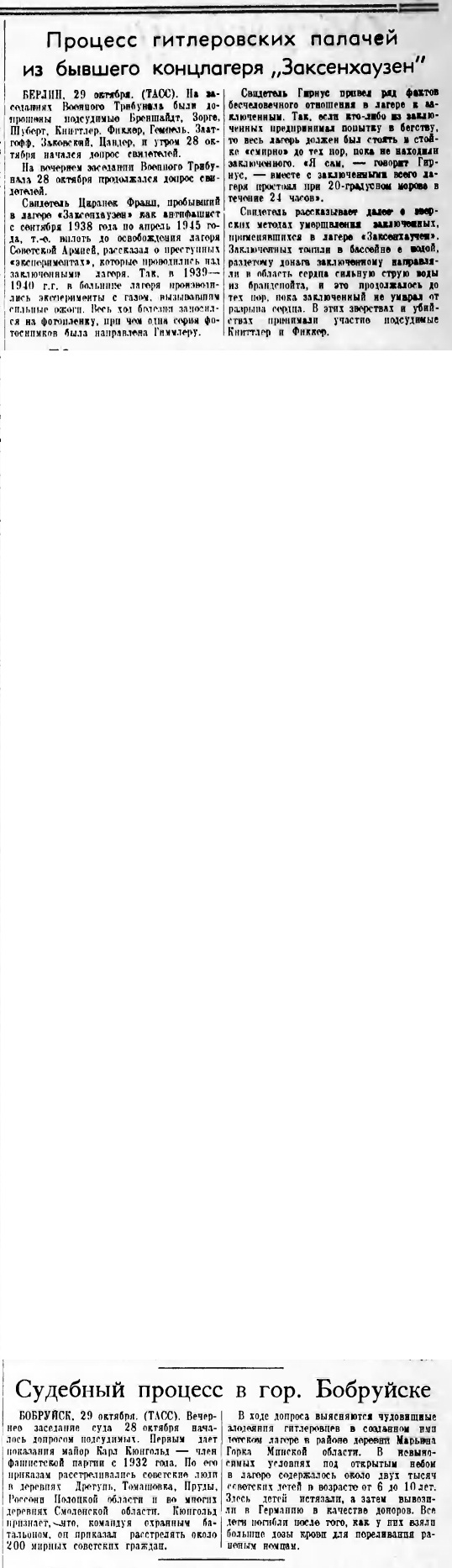
Сообщение «Известий» о процессе 1947 года над сотрудниками Заксенхаузене. Опубликовано на одной полосе с сообщениями о Сталинском и Бобруйском процессах

В 1947 году в Берлине перед судом советского военного трибунала предстали 16 сотрудников лагеря. 14 из них были приговорены к пожизненным каторжным работам, двое других получили 15 лет лагерей. Отбывая наказание, пятеро осуждённых скончались в Воркутлаге; остальные в 1956 году были репатриированы в ФРГ, где некоторые из них вновь предстали уже перед немецким судом.
20 января 1960 года земельный суд Мюнхена приговорил бывшего блокфюрера лагеря Рихарда Бугдалле к пожизненному заключению за убийство 9 узников. 1 марта 1978 года он был помилован.
В 1962 году в Фердене состоялся суд над бывшим адъютантом коменданта лагеря Антона Кайндля оберштурмфюрером СС Генрихом Весселем. В итоге он был приговорён к 7,5 годам тюремного заключения за пособничество в убийстве иностранных рабочих. В 1966 году он был досрочно освобождён.
В 1970 году в Кёльне перед судом предстали Отто Кайзер, Рихард Хофман, Эрвин Зайферт, Йозеф Негеле, Вилли Буссе, Курт Зимке, Хайнц-Вилли Бирбаум и Артур Браун. Хофман, Зайферт, Негеле, Буссе и Кайзер были приговорены к пожизненному тюремному заключению. Курт Симке был осуждён на 10 лет заключения. Хайнц-Вилли Бирбаум и Артур Браун были оправданы. Отто Кайзер был освобождён в апреле 1988 года, Эрвин Зайферт — в октябре 1987 года, а Йозеф Негеле — в конце июня 1983 года. Вилли Буссе и Рихард Хофман умерли в заключении в 1979 году. Курт Зимке был досрочно освобождён в 1971 году.

## Коменданты концлагеря
| № | Начало службы   | Конец службы   | Имя               |
| - | --------------- | -------------- | ----------------- |
| 1 | июль 1936       | июль 1937      | Карл Отто Кох     |
| 2 | август 1937     | 1938           | Ганс Хельвиг      |
| 3 | 1938            | сентябрь 1939  | Герман Барановски |
| 4 | сентябрь 1939   | март 1940      | Вальтер Айсфельд  |
| 5 | апрель 1940     | август 1942    | Ганс Лориц        |
| 6 | 31 августа 1942 | 22 апреля 1945 | Антон Кайндль     |

## Воспоминания заключённых
- Либстер М. В горниле ужаса: Рассказ человека, прошедшего через фашистский террор / Пер. с англ. — М.: Особая книга, 2007. — 192 с.: ил. — ISBN 978-5-9797-0003-8.
- Max Liebster: Hoffnungsstrahl im Nazisturm. Geschichte eines Holocaustüberlebenden; Esch-sur-Alzette, 2003; ISBN 2-87953-990-0
- Незримый фронт. Воспоминания бывших узников концлагеря «Заксенхаузен». — М.: Военное издательство министерства обороны СССР, 1961. — 272 с.
- Бойко Н. Е. Верю в бессмертие: Автобиографический очерк. — Курск: Христианин, 2006. — 7 с.
- «Суровая память» — фильм 1963 года Игоря Персидского, Свердловская киностудия (диплом Всесоюзного кинофестиваля в Ленинграде, 1964, диплом Международного кинофестиваля в Лейпциге, 1964)